# 14-й стрелковый корпус (1-го формирования)
14-й стрелковый корпус — воинское соединение Вооружённых Сил Украины и Крыма Советских Вооружённых Сил, с декабря 1922 до мая 1945 года Союза Советских Социалистических Республик.

## История. 1-е формирование
XI съезд РКП(б) принял постановление по вопросу об укреплении Красной Армии. Он потребовал установить строго организованный военный, учебный и хозяйственный режим в армии. Вместе с тем признал обременительной для нашей страны армию численностью в 1 млн. 600 тыс. человек. После съезда Центральный Комитет партии постановил сократить Красную Армию к концу 1922 г. до 800 тысяч человек. Сокращение армии обусловило необходимость перестройки органов управления и организационной структуры войск. Высшим войсковым соединением стал корпус в составе двух-трёх дивизий. Дивизии состояла из трёх полков. Бригада как самостоятельное соединение, упразднялось. Во второй половине 1922 года начинается формирование управлений стрелковых корпусов (см. Штаб).
Корпус был сформирован в 1922 году в Украинском военном округе (далее УкрВО) Вооружённых Сила Украины и Крыма (далее ВСУК) на территории Украинской Социалистической Советской Республики (далее УССР). Управление корпуса формировалось в городе Киеве.
В 1934 году управление корпуса переведено в город Харьков, где приняло новые дивизии.
С 17 мая 1935 года по декабрь 1939 года корпус входил в состав Харьковского военного округа (далее ХарВО).
С 16 января по 13 марта 1940 года управление корпуса участвовало в советско-финляндской войне 1939—1940 годов в составе Северо-Западного фронта (далее СЗФ).
В марте — апреле 1940 года управление корпуса возвращено в состав ХарВО с дислокацией в городе Харькове, где приняло новые дивизии.
С апреля 1940 года управление корпуса вошло в состав Одесского военного округа с дислокацией на Крымском полуострове в г. Симферополь столице Крымской Автономной Советской Социалистической Республики (далее КрАССР) Российской Советской Федеративной Социалистической Республики (далее РСФСР) и приняло новые дивизии.
После завершения освободительного похода Красной Армии в Бессарабию в июне-июле 1940 года с 7 июля управление корпуса перемещено в г. Болград и приняло новые дивизии в Южной Бессарабии.
На новой советско-румынской границе в 1940 году в южной части Бессарабии были заложены 86-й Нижнепрутский укреплённый район вдоль реки Прут и 81-й Дунайский укреплённый вдоль реки Дунай. Полевые сооружения 86-го района должны были занимать полки 25-й стрелковой дивизии, а 81-го района должны были занимать войска 51-й стрелковой дивизии корпуса.
С 22 июня 1941 года корпус участвовал в Великой Отечественной войне 1941—1945 годов советского народа против Германии и её союзников, в частности Германии Румынии.
С 22 июня по 24 июня в 9-й отдельной армии, с 24 июня в 9-й армии Южного фронта, 6-19 июля в Приморской группе войск Южного фронта, затем с 19 июля в Приморской армии Южного фронта.
Управление корпуса расформировано в августе 1941 г.
Дислокация управления корпуса:
- г. Киев УССР (УкрВО, 1922—1934)
- г. Харьков УССР (УкрВО и ХарВО, 1934—1939)
- Северо-Западный фронт (16 января — 13 марта 1940)
- г. Харьков УССР (ХарВО, март — апрель 1940)
- г. Симферополь Крымская АССР РСФСР (ОдВО, апрель — 6 июля 1940)
- г. Болград Измаильской области УССР (ОдВО, 7 июля 1940—1941)

## Подчинение
- Украинский военный округ (1922 — 17 мая 1935)
- Харьковский военный округ (17 мая 1935 — декабрь 1939)
- Северо-Западный фронт (16 января — 13 марта 1940)
- Харьковский военный округ (март-апрель 1940)
- Одесский военный округ (апрель 1940 — 22 июня 1941)
- 9-я отдельная армия (22 июня — 24 июня 1941)
- 9-я армия Южного фронта (24 июня — 6 июля 1941)
- Приморская группа войск Южного фронта (6 — 19 июля 1941)
- Приморская армия Южного фронта (19 июля — август 1941)

## Командование
Командиры корпуса:
- Дубовой, Иван Наумович (май 1922 — сентябрь 1923)[1]
- Якир, Иона Эммануилович (сентябрь 1923 — декабрь 1923)
- Каширин, Николай Дмитриевич (сентябрь 1923—1924)
- Дубовой, Иван Наумович (1924—1929)
- Левичев, Василий Николаевич (октябрь 1929 — май 1930)
- Гарькавый, Илья Иванович (май 1930 — июль 1931)
- Путна, Витовт Казимирович (июль 1931 — январь 1932)
- Квятек, Казимир Францевич, комдив (май 1935 — август 1936)
- Кирюхин, Николай Иванович, комбриг (на 13 февраля 1939)
- Воронцов, Василий Григорьевич, комдив (16 января 1940 — 13 марта 1940) или (18.09.1939-01.1941)
- Егоров, Даниил Григорьевич, генерал-майор (июнь-август 1941)

- Шевердин, Фёдор Ефимович, генерал-майор (14 ноября – 20 декабря 1942)
- Грязнов, Афанасий Сергеевич, генерал-майор (21 декабря 1942 – 14 января 1943)
- Арушанян, Баграт Исаакович, генерал-майор (10–22 августа 1944)
- Рождественский. Серафим Евгеньевич, генерал-майор (23–27 августа 1944)
- Ивановский, Александр Александрович, полковник (12–22 сентября 1944)

Военные комиссары и заместители командира корпуса по политической части:
- Путна Витовт Казимирович (июль 1931 — январь 1932)
- Воронцов, Андрей Михайлович, военный комиссар корпуса, бригадный комиссар (на 8 марта 1939).
- Аксельрод, Григорий Моисеевич, заместитель командира по политической части, бригадный комиссар, (в июне 1941 — …).

Помощники и заместители командира корпуса:
- Княгницкий, Павел Ефимович, помощник командира корпуса, (с 1924).

Начальники штаба корпуса:
- Попов (1928).
- Рыбальченко, Филипп Трофимович, полковник (во время сов-фин войны с 16 января 1940).
- Степанов А. М., комбриг (во время сов-фин войны до 13 марта 1940).
- Рыбальченко Филипп Трофимович, полковник, (в июне 1941).

Другие командиры управления корпуса:
- Рыжи, Николай Кирьякович, начальник артиллерии, полковник, (в июне 1941).
- Соколовский Д. Г., начальник санитарной службы, военврач 1-го ранга, (в июне 1941).
- Чиннов, Иван Иванович, начальник оперативного отдела штаба корпуса, майор, (1939—1941)

## Состав
На 1922:
- Управление.[1]
- 7-я стрелковая дивизия.[1]
- 45-я стрелковая дивизия.[1]

На 1925:
- Управление.
- 7-я стрелковая дивизия (территориальная).[1]
- 45-я стрелковая дивизия (кадровая).[1]
- 46-я стрелковая дивизия (территориальная).[1]

На 1 июля 1935:
- Управление в г. Харькове.
- 23-я стрелковая дивизия (территориальная) с управлением в г.Харьков.
- 25-я стрелковая дивизия (территориальная) с управлением в г.Полтава.
- 75-я стрелковая дивизия (территориальная) с управлением в г.Лубны.
- Корпусные части: 14-й артполк (штаб в г. Харьков) и другие.

На 15 мая 1939:
- Управление.
- 23-я стрелковая дивизия (территориальная) с управлением в г. Харьков.
- 25-я стрелковая дивизия (территориальная) с управлением в г. Полтава.

На 9 ноября 1939:
- Управление.
- 23-я стрелковая дивизия (территориальная) с управлением в г. Харьков.
- 25-я стрелковая дивизия (территориальная) с управлением в г. Полтава.
- 147-я стрелковая дивизия (с 9.11.1939), (Из исторического формуляра управления 147-й стрелковой дивизии от 29.11.1939).

16 января — март 1940:
- Управление.
- 139-я стрелковая дивизия.
- 155-я стрелковая дивизия.
- 128-я мотострелковая дивизия.
- 87-я стрелковая дивизия.

С 7 июля 1940 — …:
- Управление.
- 25-я стрелковая дивизия.
- 51-я стрелковая дивизия.

## Боевая деятельность
1922 год Создание корпуса
Войска находившиеся на территории Украинской Социалистической Советской Республики назывались Вооружённые Силы Украины и Крыма. С 27 мая в составе этих ВС был Украинский военный округ.
14-й стрелковый корпус начал формирование в 1922 году в городе Киеве. Командир корпуса И. Н. Дубовой. В корпус входили: 7-я стрелковая дивизия и 45-я стрелковая дивизия.
1 июня для оперативно-строевого руководства войсками в УкрВО сформирован Киевский военный район. Командиром района назначен И. Э. Якир. 14-й ск вошёл в состав этого района.
45-я Волынская сд прибыла на место дислокации в г. Киев 12 августа 1922 г.
1923 год Переход к территориальной системе организации Красной Армии
1 января корпус был в УкрВО с управлением корпуса в г. Киеве. Командир корпуса И. Н. Дубовой. В состав корпуса входили:
- 7-я сд, управление дивизии находилось в г.Чернигов.
- 45-я сд, управление дивизии находилось в г.Киев.

В эти тяжёлые годы голода и разрухи военнослужащие не только учились. Бойцы и командиры Красной Армии сражались с бандами, восстанавливали разрушенную промышленность и транспорт, участвовали в субботниках, помогали крестьянам обрабатывать поля. Красноармейцы корпуса читали окружной журнал «Красная рота». Окружная газета «Красная Армия» издавалась на украинском и русском языках.
В августе Киевский военный район расформирован. 14-й ск стал подчиняться непосредственно командующему войсками округа.
В сентябре И. Э. Якир назначен командиром и комиссаром 14-го ск.
В 1923 году в УкрВО на новый территориальный принцип комплектования и обучения красноармейцев были переведены три кадровые стрелковые дивизии, в их числе 7-я сд. В корпусе сформирована 46-я стрелковая дивизия (территориальная) с управлением в г. Киеве.

## Военная реформа. 1924—1925 годы
1924 год
1 января корпус был в УкрВО с управлением корпуса в г. Киеве. Командир и комиссар И. Э. Якир.
Состав корпуса:
- 7-я сд
- 45-я сд, начальник дивизии Матвей Иванович Василенко.
- 46-я сд

Весной ряды корпуса пополнили призывники первого регулярного призыва в Красную Армию после окончания гражданской войны в России. Эти изменения позволили проводить регулярные занятия по боевой подготовке.
В июне ЦК РКП(б) принял постановление о введении единоначалия в Красной Армии. Командиры корпуса проходили переаттестацию в ходе которой члены партии становились командирами и комиссарами.
В округе, в воинских соединениях и частях прошли партийные совещания и собрания с повесткой дня об антиленинских выступлениях троцкистов. Политический рост коммунистов и сплочённость партийных организаций позволили противостоять партии против различных идейных оппозиционных групп.
7 октября приказом РВС СССР (председатель РВС Троцкий, Лев Давидович) стрелковые дивизии переводятся на единую организационную структуру.
Корпус принял участие в проведении всеукраинского месячника ремонта казарм. Советские и партийные организации оказали материальную помощь в улучшении быта красноармейцев.
Помощником командира корпуса назначен П. Е. Княгницкий — командир 51-й сд 6-го ск.
Осенью ряды корпуса пополнили призывники второго регулярного призыва в Красную Армию.
1925 год
1 января корпус был в УкрВО с управлением корпуса в г. Киеве.
Состав корпуса:
- 7-я территориальная сд (19, 20, 21-й стрелковые полки)
- 45-я сд кадровая (133, 134, 135-й стрелковые полки)
- 46-я территориальная сд (136, 137, 138-й стрелковые полки)

Стрелковые дивизии состояли из трёх стрелковых полков, отдельного кавалерийского эскадрона, лёгкого артиллерийского полка и специальных подразделений. Стрелковый полк состоял их трёх батальонов, батареи полковой артиллерии и обслуживающих подразделений. Численность личного состава дивизий в мирное время составляла до 6516 человек, а в военное время — до 12 800 человек. Дивизия имела на вооружении 54 орудия, 81 ручной пулемёт, 189 станковых пулемётов, 243 гранатомёта.
На основании постановления ЦИК СССР от 9 января губернский военный комиссариат Киева реорганизуется в корпусное территориальное управление. Управление 14-го стрелкового корпуса являлось корпусным территориальным управлением и выполняло функции губернского военного комиссариата в г.Киев. Корпусное территориальное управление выполняло функции военного отдела губисполкома, находясь в то же время в подчинении военного командования.
В летнем периоде обучения командование корпуса организовало боевую подготовку личного состава корпуса в соответствии с приказом о боевой подготовке на летний период обучения 1925 командующего войсками округа Егорова А. И. в котором он поставил задачу тесно связывать тактическую подготовку полков и дивизий со стрелковой, готовить красноармейцев отличными бойцами, умеющими использовать своё оружие в различных условиях боевой обстановки. Командование частей проводило 3 — 4-дневные полевые выходы. Переменный состав, терармейцы, проходил обучение в этот летний период обучения методом учебных сборов. Во время сборов проводились занятия по боевой подготовке красноармейцев и командного состава, в составе подразделений и штабов. Территориальные красноармейцы учились политграмоте для того, чтобы быть проводниками политики партии большевиков в народных массах, активными борцами за построение социализма.
Проведению учебных сборов на высоком уровне большое внимание уделяли местные партийные органы. Они оказывали командованию корпуса необходимую помощь, посещали воинские части.
С переменным составом проводилась также междусборовая работа. Командование корпусов и дивизий организовывало военные занятия по месту жительства бойцов в районах комплектования. Командиры и политработники проводили военные игры, стрельбы, выступали с докладами, лекциями, беседами. Проводились занятия в организованных ими военных кружках.
Красноармейцы корпуса читали окружную газету «Красная Армия» на украинском и русском языках и военно-политический журнал «Армия и революция». Окружной журнал «Красная рота» перестал издаваться. В 1925 году политуправление округа для переменного состава территориальных частей начало издавать на украинском языке газету «Червоноармеец». Военная печать помогала воинам расти в политическом, воинском и культурном уровне.
По предложению ЦК КП(б) Украины советские и партийные организации оказали помощь ремонте и оборудовании казарм.
В округе стали проводиться после лагерного периода манёвры.
1926 год
1 января корпус был в УкрВО с управлением корпуса в г. Киеве. Состав корпуса: 7, 45, 46-я сд.
В апреле прошла IV партконференция округа, которая единодушно осудила «новую оппозицию» (троцкистов) и одобрила решения XIV съезда партии, взявшего курс на социалистическую индустриализацию страны.
За прошедшие годы территориально-милиционная система доказала свою состоятельность и она совершенствовалась. Срок нахождения в переменном составе увеличился до 5 лет. Обучение по-прежнему проводилось летом методом учебных сборов, общая продолжительность увеличилась до 8 месяцев. При новой системе военному делу обучалось в три раза больше призывников, содержалось необходимое число соединений для развёртывания в случае нападения агрессора на Советскую страну.
В 1926 году в округе проведены манёвры. В этих манёврах приняли участие 6-й ск (15, 51, 95-я сд) , 7-й ск (25, 30, 80-я сд), 14-й ск (7,45,46-я сд), окружной полк связи, окружной понтонный батальон. ЦК КП (б)У, Реввоенсовет округа и командующий войсками округа И. Э. Якир на хорошо оценили боевую подготовку войск принявших участие в манёврах.
1928 год
19 марта Реввоенсовет СССР издал приказ № 90, которым утвердил программу фортификационной подготовки границ к войне. В 1928 г. военные округа начали строительство тринадцати укреплённых районов, в их числе был и Киевский укреплённый район (далее КиУР). Командующий войсками УкрВО И. Э. Якир дал указание начальнику штаба 14-го ск Попову о разработке проектов строительства укрепрайона.
13 августа командующий войсками УкрВО своей директивой № 00485 назначил комендантом КиУРа П. Е. Княгницкого.
Осенью прошли дивизионные партийные конференции, на которых коммунисты одобрили решения XV съезда ВКП(б) о социалистическом переустройстве сельского хозяйства. Коммунисты округа были едины и непримиримы в борьбе и против правооппортунистического уклона в нашей партии.

## Перевооружение армии. 1929—1937 годы
1929 год
1 января корпус был в УкрВО. Корпус охранял западную сухопутную советско-польскую границу.
Состав корпуса:
- 7-я территориальная сд.
- 45-я кадровая сд. Начальник дивизии М. И. Василенко. В 1929 году начальником 45-й сд назначен Антон Николаевич Борисенко.[4]
- 46-я территориальная сд.

12 января командующий войсками УкрВО подтвердил своей директивой план строительства КиУРа утверждённый комиссаром по военным и морским делам. Строительство началось в 1929 году.
К концу года в КиУРе было построено 51 сооружение.
1931 год
Войска корпуса дислоцировались:
- Гарнизон г. Киев:
  - Управление 14-го ск (7-я, 45-я, 46-я сд).
  - Корпусные части: 14-й тяжёлый артполк; 14-й батальон связи; 14-й сапёрный батальон; 14-я гидротехническая рота.
  - Управление 45-й сд, 134-й сп, 135-й сп, дивизионные части: 45-й ап, 45-й конный эскадрон, 45-я рота связи, 45-я сапёрная рота.
  - Управление 46-й сд, 136-й сп, 137-й сп, дивизионные части: 46-й ап, 46-й конный эскадрон, 46-я рота связи, 46-я сапёрная рота.
- Гарнизон г. Переяслав: 138-й сполк 46-й сд — штаб в г. Переяслав.
- Гарнизон г. Коростень: 133-й сп 45-й сд — штаб в г. Коростень.
- Гарнизон г. Чернигов: Управление 7-й сд, 20-й сп, дивизионные части: 7-й конный эскадрон, 7-я рота связи, 7-я сапёрная рота.
- Гарнизон г. Нежин: 19-й сп 7-й сд — штаб в г. Нежин.
- Гарнизон г. Ромны: 21-й сп 7-й сд — штаб в г. Ромны.
- Гарнизон г. Конотоп: 7-й ап 7-й сд — штаб в г. Конотоп.

46-я сд переведена на кадровую основу.
16 апреля издана директива Штаба РККА № 053171 о начале строительства Коростеньского укреплённого района)далее КорУР).
21 мая окружная комиссия по обороному строительству провела рекогносцировку район будущего КорУРа.
Во второй половине июня начались земляные работы в КорУре.
В начале 30-х годов в войсках округа проходило активное изучение нового вооружения под лозунгом «За овладение техникой!». Красноармейцы изучали правила хранения и эксплуатации техники, боролись умелое её использование на занятиях. В частях велась военно-техническая пропаганда. Большое место на своих страницах пропаганде технических знаний уделяла армейская печать. В 1931 году с 10 апреля окружная газета «Красная Армия» стала выходить со специальным приложением с названием «За технику!». В этой работе принимали участие и многотиражные газеты корпуса и дивизий.
1932 год
4 февраля. Командованию корпуса было поручено ещё одно важное задание — сформировать механизированный корпус. Управление 45-й сд переформировывается в управление 45-го механизированного корпуса, 133-й сп — в 133-ю механизированную бригаду, 134-й сп — в 134-ю механизированную бригаду, 135-й сп — в 135-ю стрелково-пулемётную бригаду.
В текущем году строительство в КиУРе было прекращено. Выполнявшее работы в районе 28-е Управление военно-строительных работ было расформировано.
1933 год
1 января корпус был в УкрВО с управлением корпуса в г. Киеве. Состав корпуса: корпусные части, 7-я Черниговская сд (территориальная), 46-я сд (кадровая)
КиУР был законсервирован.
В сентябре в 7-й сд сформирован 7-й танковый батальон.
1934 год
1 января корпус был в УкрВО с управлением корпуса в г. Киеве.
Состав корпуса:
- 7-я Черниговская сд (территориальная)
- 46-я сд (кадровая)

12 мая приказом по войскам УкрВО № 0038 был сформирован 15-й стрелковый корпус с управлением в г. Чернигов (областной центр).
В состав корпуса вошли:
- 2-я Кавказская Краснознамённая сд с управлением в г. Овруч Киевской области.[10]
- 7-я сд из 14-го ск с управлением в г. Чернигов.
- 46-я сд из 14-го ск с управлением в г. Коростень Киевской области.

Основные сооружения Киевского укреплённого района были построены. Передний край укреплённого района проходил в 25—30 км от города (по реке Ирпень), а фланги его упирались в реку Днепр. Протяжённость по фронту составляла 70 км.
Построены основные долговременные сооружения Коростеньского укреплённого района. Сооружения проходили по рубежу Рудня-Белокоровичи-Осовка-Белка-Зарубинка-ст. Фонтанка.
В июне столица Украинской Социалистической Советской Республики перенесена из г. Харькова в г. Киев. Украинское правительство и командование Украинского военного округа переехали в г. Киев.
Управление 14-го ск переводится из г. Киева в г. Харьков.
По плану мобилизационного развёртывания на 1935 год 14-й территориальный ск не формировал управление какого-либо корпуса, а лишь разворачивался до штатов военного времени.,
1935 год
1 января корпус был в УкрВО с управлением корпуса в г. Харьков.
17 мая в состав Харьковского военного округа вошли 14-й и 7-й ск (3, 23, 25, 30, 41, 75, 80 сд).
1 июля корпус был в ХарВО с управлением корпуса в г. Харьков.
В состав корпуса входили:
- 23-я стрелковая дивизия (территориальная) (67, 68, 69-й сп, 23-й ап) с управлением в г.Харьков.
- 25-я стрелковая дивизия (территориальная) (73, 74, 75-я сд, 25-й ап), с управлением в г.Полтава.
- 75-я стрелковая дивизия (территориальная) (223, 224, 225-й сп, 74-й ап) с управлением в г.Лубны.
- Корпусные части: 14-й артполк (штаб в г. Харьков).

22 сентября народный комиссар обороны СССР и начальник Генерального штаба утвердили план развёртывания стрелковых войск до 100 стрелковых дивизий. Сокращалось количество территориальных дивизий, но штат составлял 3100 человек. На 1936 г. было запланировано введение общей «сквозной» нумерации для всех стрелковых соединений и частей. Границы Советского Союза в течение 1936 года должны были быть усилены.
В соответствии с совместным постановлением Центрального Исполнительного Комитета и Совета Народных Комиссаров СССР «О введении персональных военных званий начальствующего состава РККА» от 22 сентября 1935 года всем военнослужащим корпуса присваивались персональные воинские звания, красноармеец, отделённый командир, младший комвзвод, старшина; лейтенант, старший лейтенант, капитан, майор, полковник; комбриг, комдив, комкор.
1936 год
1 января корпус был в ХарВО с управлением корпуса в г. Харьков.
Состав корпуса:
23-я Краснознамённая, ордена Ленина сд, территориальная тип «Б», с управлением в г. Харьков. Командир дивизии комбриг И. Ф. Куницкий Численность личного состава была 4833 чел.,
- 23-й артиллерийский полк им. Харьковского пролетариата, штаб в г. Харьков
- 69-й стрелковый Харьковский Краснознамённый полк, штаб в г. Харьков
- 67-й стрелковый Купянский полк, штаб в г.Чугуев
- 68-й стрелковый Ахтырский Краснознамённый полк, штаб в г.Ахтырка

25-я Краснознамённая сд им. В. И. Чапаева, территориальная тип «А», с управлением в г.Полтава. Командир дивизии комбриг М. О. Зюк (до 15.08.1936). Численность личного состава 1992 чел.,
- 73-й стрелковый Пугачёвский полк им. тов. Фурманова, штаб в г. Полтава
- 74-й стрелковый Крымский Краснознамённый полк, штаб в г. Полтава
- 75-й стрелковый Свердловский полк, штаб в г.Кременчуг
- 25-й артиллерийский полк, штаб в г. Кременчуг

75-я сд территориальная тип «А», с управлением в г. Лубны. Командир дивизии комбриг З. П. Тищенко. Численность личного состава 1862 чел.,
- 225-й стрелковый Лубянский полк, штаб в г. Лубны
- 224-й стрелковый полк, штаб в г.Прилуки
- 223-й стрелковый полк, штаб в г.Пирятин
- 75-й артиллерийский полк, штаб в г.Миргород

15 августа командир 25-й дивизии комбриг М. О. Зюк арестован.
1937 год
1 января корпус был в ХарВО с управлением корпуса в г. Харьков.
Состав корпуса:
- 23-я сд с управлением в г. Харьков. Командир 23-й дивизии комбриг И. Ф. Куницкий. Численность 3100 чел.[14]
- 25-я сд с управлением в г. Полтава. Численность 3100 чел.[14]
- 75-я сд с управлением в г. Лубны. Командир дивизии комбриг З. П. Тищенко. Численность 3100 чел.[14]

30 января в связи с принятием новой Конституции Украинская Социалистическая Советская Республика переименована в Украинскую Советскую Социалистическую Республику.
В соответствии с постановлением Центрального Комитета ВКП(б) и Совета Народных Комиссаров СССР от 10 мая о введении в армии и на флоте института военных комиссаров заместители командиров по политической части корпуса проходили переаттестацию.
В 1937 командир 23-й дивизии комбриг Куницкий И. Ф. арестован. 21 июля командиром 23-й дивизии назначен комбриг Павлов Василий Федотович.

## 1938—1939 годы
1938 год
1 января корпус был в ХарВО с управлением корпуса в г. Харьков.
Состав корпуса:
- 23-я сд с управлением в г. Харьков. Командир 23-й дивизии комбриг В. Ф. Павлов. Численность л/с 3100 чел.[14]
- 25-я сд с управлением в г. Полтава. Численность л/с 3100 чел.[14]
- 75-я сд с управлением в г. Лубны. Командир дивизии комбриг З. П. Тищенко. Численность л/с 3100 чел.[14]

19 февраля командир 75-й дивизии комбриг Тищенко З. П. арестован.
1939 год
1 января корпус был в ХарВО с управлением корпуса в г. Харьков. Командир корпуса полковник Н. И. Кирюхин. Военный комиссар корпуса батальонный комиссар А. М. Воронцов.
Состав корпуса:
- 23-я сд с управлением в г. Харьков. Командир 23-й дивизии комбриг Павлов В. Ф. Численность л/с 3100 чел.[14]
- 25-я сд с управлением в г. Полтава. Численность л/с 3100 чел.[14]
- 75-я сд с управлением в г. Лубны. В 1939 году командиром дивизии был Недвигин С. И. Численность л/с 3100 чел.[14]

13 февраля командиру корпуса Кирюхину Николаю Ивановичу присвоено воинское звание комбриг (приказ НКО СССР № 339/п, также НКО-0170/п от 22.02.1938).
В праздничный день 23 февраля все бойцы и командиры в индивидуальном порядке приняли военную присягу на верность социалистическому Отечеству.
8 марта военному комиссару корпуса Воронцову Андрею Михайловичу присвоено воинское звание бригадный комиссар (приказ НКО СССР № 01025/п).
К 15 мая увеличилась численность л/с дивизий: в 23-й сд до 5220 чел.; в 25-й сд до 5220 чел.
15 мая 75-я сд выбыла из состава 14-го ск в состав ЛенВО. Командир 75-й сд дивизии был Недвигин С. И. Численность л/с 6500 чел.
13 июля Комитет обороны при СНК СССР утвердил постановление № 199сс о развёртывании стрелковых соединений.
Летом 23-я сд переводится на кадровый принцип комплектования и обучения.
25 августа в округе началось формирование новых управлений стрелковых корпусов, перевод кадровых стрелковых дивизий на новый штат в 8900 человек и развёртывание дивизий в 6000 человек, так называемых тройчаток. Мероприятия эти проводились по директивам НКО СССР № 4/2/48601-4/2/48611 от 15.8.1939.
В корпусе проводились следующие мероприятия:
- 23-я сд (8, 18, 70-й сп) не разворачивалась;
- 25-я сд (31, 54, 263-й сп) разворачивалась в новую 25-ю сд, 116-ю стрелковую дивизию, 135-ю стрелковую дивизию, 147-ю стрелковую дивизию.

4 сентября с разрешения ЦК ВКП(б) и СНК СССР нарком обороны СССР Маршал Советского Союза К. Е. Ворошилов издал приказ о задержке, увольнения красноармейцев и младших командиров на 1 месяц в войсках 6 округов, в том числе и ХарВО.
К 4 сентября ещё увеличилась численность л/с дивизий: в 23-й сд до 5850 чел., командир 23-й дивизии комбриг Павлов В. Ф.; в 25-й сд до 5850 чел.
Быстрое развитие международной обстановки в начале сентября 1939 г. из-за начала германо-польской войны, вступление в войну на стороне Польши Великобритании и других стран, привело к тому, что советское руководство приняло решение ещё об одном усилении войск в западной части СССР, но скрытно — проведении частичной мобилизации Красной Армии.
6 сентября нарком обороны СССР издал директиву о проведении «Больших учебных сборов» (далее БУС) в семи военных округах, в их числе и ХарВО. По сути БУС являлись скрытой мобилизации. Эту директиву командующий войсками ХВО комкор И. К. Смирнов получил около 23.00—24.00. Проведение БУС по литеру «А» включало развёртывание отдельных частей, имевших срок готовности до 10 суток, с тылами по штатам военного времени. Запасные части и формирования гражданских ведомств по БУС не поднимались.
9 сентября было решено увеличить тиражи красноармейских газет в округах, проводивших БУС, и центральных газет для распространения в армии.
К 9 сентября в корпусе завершалась работа по развёртыванию новых сд на основе полков 25-й сд.
- В г. Полтава развернулась 25-я сд, номера полков сохранились прежние, но личный состав набран новый.
- В г. Лубны 104-й сп развернулся в 147-ю стрелковую дивизию. (см. Исторический формуляр управления 147-й стрелковой дивизии от 29.11.1939). 147-я стрелковая дивизия вошла в состав 55-го стрелкового корпуса.

17 сентября начался освободительный поход Красной Армии в Западную Украину и Западную Белоруссию, находившихся в составе Польши. В состав действующих войск Украинского фронта вошли из 14-го ск 23-я стрелковая дивизия и 25-я стрелковая дивизия. Данных о передислокации дивизий на 17.09.39 г. нет. Само управление корпуса оставалось в составе ХВО.
К 25 сентября войска Украинского фронта вышли на рубеж рек Западный Буг и Сан. Фронт состоял с севера на юг из Северной армейской группы, 6-й армии, 12-й армии, Одесской армейской группы.
28 сентября Северная армейская группа переименована в 5-ю армию, 12-я армия разделена на 12-ю армию и Кавалерийскую армейскую группу. Состав фронта теперь был следующим: 5-я армия, 6-я армия, 12-я армия, Кавалерийская армейская группа, Одесская АГ (13-я армия).
28 сентября все войска Украинского фронта перестали быть действующими.
В ХВО на 30 ноября были управления 14-го и 55-го ск, 116, 151, 176, 30, 147, 156, 192, 134-я, 200-я, 151-я сд.
2 октября управление корпуса находилось в составе ХарВО.
12 октября из Киевского Особого и Харьковского военных округов выделяется Одесский военный округ. В состав Харьковского военного округа теперь входили Харьковская, Сумская, Полтавская, Ворошиловградская, Донецкая и Черниговская области. 14-й ск остался в составе ХарВО.
17 октября
В состав Харьковского военного округа теперь входили Харьковская, Сумская, Полтавская, Ворошиловградская, Донецкая и Черниговская области.
В состав войск округа входили 14, 55, 25-й ск, 187, 147, 25, 162, 23, 134, 192, 116-я сд численностью 3000 человек.
В связи с окончанием освободительного похода в восточные районы Польши к 17 октября численность л/с дивизий сократилась: в 23-й сд до 3000 чел. (командир 23-й дивизии комбриг Павлов В. Ф.), в 25-й сд до 3000 чел.
4 ноября командиру корпуса Кирюхину Николаю Ивановичу присвоено воинское звание комдив (приказ НКО СССР № 04585/п).
9 ноября 147-я сд 55-го ск перешла на штаты мирного времени и вошла в состав 14-го ск.
14-й ск с управлением корпуса в г. Харьков. Командир корпуса комдив Кирюхин Н. И.
Военный комиссар корпуса бригадный комиссар Воронцов А. М. Состав корпуса: 23-я сд, 25-я сд, 147-я сд.
До конца года управление 14-го ск находилось в составе ХарВО.

## Участие в советско-финляндской войне
1940 год
1 января 14-й ск (23, 25, 147-я сд) дислоцировался в ХарВО с управлением корпуса в г. Харьков. Командир корпуса комдив Кирюхин Н. И. Военный комиссар корпуса бригадный комиссар Воронцов А. М.
- 23-я сд (с управлением в г. Харьков). Командир 23-й дивизии комбриг Павлов В. Ф.
- 25-я сд (с управлением в г. Полтава). Численность л/с 12 000 чел.
- 147-я сд (с управлением в г. Лубны).

7 января был образован Северо-Западный фронт под командованием командарма 1-го ранга С. К. Тимошенко, объединивший все войска, действовавшие на Карельском перешейке. В его состав срочно перебрасывались части из других округов, в войска поступали теплое обмундирование и автоматическое оружие, велась активная подготовка к штурму укреплений. На суоярвское направление в состав 8-й армии были дополнительно введены 87-я, 164-я стрелковые дивизии, 128-я моторизованная дивизия, 24-я мотокавалерийская дивизия и управление 14-го стрелкового корпуса.
В начале января управление 14-го ск убыло из Харьковского военного округа на Северо-Западный фронт (в Карельскую Автономную Советскую Социалистическую Республику РСФСР).
16 января управление 14-го ск вошло в состав Действующей 8-й армии (командующий войсками армии командарм 2 ранга Штерн) Северо-Западного фронта.
17 января, 22.00, 8-я армия, части 1-го ск обороняют прежние рубежи, части 56-го ск (18-я, 168-я сд) продолжают вести бои в окружении, противник продолжает накапливать силы на участке Питкяранта-Коириное.
В состав 14-го ск в ходе боевых действий входили 139-я сд, 155-я стрелковая дивизия, 128-я мд, 87-я стрелковая дивизия. Действовал корпус на Лоймольском направлении. Командир корпуса комдив В. Г. Воронцов. Начальник штаба корпуса полковник Ф. Т. Рыбальченко.
11 февраля началось наступление советских войск на Карельском перешейке. Главный удар наносился 7-й армией на выборгском направлении, вспомогательные — на Кякисальми и через Выборгский залив. В этой операции участвовали 7-я и 13-я армии, а также авиация Северо-Западного фронта и Балтийский флот.
12 февраля произошла реорганизация структуры управления войсками севернее Ладожского озера: с 12.02.1940 из 8-й армии была выделена 15-я армия, действовавшая на питкярантском направлении. За 8-й армией остались суоярвское и толвоярвские направления. Штаб 8-й армии передислоцировался в Суоярви. 14-й ск остался в составе 8-й армии.
28 февраля в полосе 8-й армии шли ожесточённые бои. У окружённых советских частей 56-го ск и 34-й тбр заканчивались боеприпасы и продовольствие, а доставка их по воздуху была нерегулярной; раненые не эвакуировались. Изолированные гарнизоны гибли один за другим. В ночь с 28 на 29 февраля 1940 г. остатки 18-й сд и 34-й тбр пошли на прорыв, оставив в Лемметти всю технику, материальную часть и свыше 200 раненых. Южная колонна, хотя и с потерями, сумела прорваться из окружения. Северная, главная, была полностью уничтожена у озера Вуортанярви. Оставшиеся в Лемметти советские военнослужащие раненые в боях были убиты финскими военнослужащими.
В начале марта по директиве Генерального штаба РККА в 8-й армии была создана группировка для уничтожения финской группировки в районе селения Лоймола, с целью вернуть стратегическую инициативу частям Красной Армии на этом направлении. В неё были включены 56-я, 75-я, 87-я, 164-я сд, 128-я мсд и 24-я мотокавалерийская дивизия.
С 7 по 12 марта войска 8-й армии прорвали укреплённые финские позиции и вели наступление на позиции 12-й и 22-й финских пехотных дивизий в районе селения Лоймола. Соседняя 15-я армия также успешно действовала, её войска в начале марта заняли несколько островов на озере Ладога и освободили из окружения войска 168-й сд 56-го ск 8-й армии, отбросив финнов на запад.
14 марта управление 14-го ск вышло из состава Действующей 8-й армии Северо-Западного фронта. Управление было возвращено в ХарВО.
1 апреля корпус из ХарВО переведён в ОдВО, имевший в своём составе 23-ю, 25-ю , 147-ю сд. Управление корпуса переведено в г. Симферополь (КрАССР РСФСР).
4 апреля из ХарВО в Московский военный округ переведены 25-я и 147-я сд численностью в 12000 человек.
20 июня
Поздно вечером командующие войсками Киевского Особого военного округа (далее КОВО) и ОдВО получили директивы наркома обороны СССР и начальника Генштаба о сосредоточении войск и быть готовым к 22.00 24 июня к наступлению с целью разгромить румынскую армию и занять Северную Буковину и Бессарабию. Управление КОВО выделило управление Южного фронта. Из войск ОдВО и войск прибывших из других округов формировалась 9-я армия (командующий войсками армии генерал-лейтенант Болдин И. В., заместитель командующего войсками армии генерал-лейтенант Козлов Д. Т.). 14-й ск в состав армии не вошёл, он оставался в составе войск округа.
28 июня в 11.00 советские войска получили новую задачу — без объявления войны занять Бессарабию и Северную Буковину.

## На Дунае
7 июля в 14.00 советско-румынская граница была закрыта. Таким образом войска Южного фронта выполнили поставленную перед ними задачу. Командиры приступили к изучению новых дислокации и плановой боевой и политической подготовке в занимаемых ими районах.
На основании директивы наркома обороны СССР командующий войсками Южного фронта генерал армии Г. К. Жуков издал директивы, по которым в Бессарабии оставались 9-я кавалерийская дивизия в районе Леово, Комрат, 25-я стрелковая дивизия в районе Кагул, Болград, 51-я стрелковая дивизия в районе Килия, Старая Сарата, Аккерман и управления 14-го ск и 35-го ск соответственно в г. Болграде и г. Кишинёве.
В июле управление корпуса переведено из г. Симферополь (КрАССР РСФСР) в г. Болград (Измаильская область УССР), где в состав корпуса вошли другие сд.
2 августа провозглашена Молдавская Советская Социалистическая Республика. Северная Буковина, Хитинский, Аккерманский и Измаильский уезды Бессарабии вошли в состав Украинской ССР.
7 августа образована Аккерманская область с центром в г. Аккерман.
7 декабря Указом Президиума Верховного совета СССР переименована в Измаи́льскую область, тем же указом областной центр был перенесён в г.Измаил. Занимала площадь 12,4 тыс. км².
На новой советско-румынской границе в 1940 году в южной части Молдавии были заложены 86-й Нижнепрутский укреплённый район вдоль реки Прут и в Измаильской области УССР 81-й Дунайский укреплённый район вдоль реки Дунай. Фортификационные работы проводились в рамках приказа наркома обороны Маршала Советского Союза С. К. Тимошенко от 26 июня.
1941 год
Нижнепрутский УР имел фронт 77 км, глубину 5-6 км, 17 узлов обороны, строились 8 долговременных огневых сооружений, формировался 1 пулемётный батальон. Полевые сооружения 86-го района должны были занимать войска 25-й стрелковой дивизии корпуса.
Проводилась рекогносцировка местности для сооружений Дунайского УРа вдоль реки Дунай, планировалось 17 узлов обороны. Полевые сооружения 81-го района должны были занимать войска 51-й стрелковой дивизии корпуса.
1 мая 25-я сд перемещена в г. Болград Измаильской области УССР. В задачу дивизии входила оборона 70-километрового участка госграницы с Румынией по рекам Прут, Дунай. Части и подразделения дивизии размещалась в населённых пунктах: Кагул, Волканешты, Молдавской ССР, Табаки, Болград, Рени, Курчи, Куза-Воды, Измаильской области.
Для выполнения новой задачи командование корпуса начало проводить зянятия по боевой подготовке войск 25-й сд и 51-й сд. В тематике была и тема по посадке — высадке на речные суда, десантирование с судов речной Дунайской военной флотилии.
14-19 июня проводилось большое учение Черноморского флота с участием войск Одесского военного округа на тему: «Высадка тактического морского десанта». 15 июня в Одесском порту шла посадка войск 150-й стрелковой дивизии на десантные транспорты. Планировался переход по морю и высадка дивизии на Крымское побережье. ()
После окончания учений флота в Одесский порт вернулись транспорты с частями 150-й сд 14-го ск. (Деревянко К. И. На трудных дорогах войны. С. 47-48)
20 июня на реке Дунай было спокойно. В Измаиле готовились отметить первую годовщину восстановления власти Советов. 20 июня войска корпуса по приказу командования округа выдвигаются поближе к границе. (Григорьев В. В. И корабли штурмовали Берлин. С. 45-46)
21 июня управление 14-го ск находилось в г. Болград (40 км к северу от г. Измаил). ()
- Командир корпуса генерал-майор Егоров Д. Г.
- Заместитель командира корпуса по политической части бригадный комиссар Аксельрод Г. М.
- Начальник штаба корпуса полковник Рыбальченко Ф. Т.
- Начальник артиллерии корпуса полковник Рыжи Н. К.
- Начальник санитарной службы корпуса военврач 1-го ранга Соколовский Д. Г.

Корпус оборонял юг Бессарабии: часть территории Молдавской ССР и Измаильскую область Украинской ССР. В оперативном подчинении командира корпуса находилась Дунайская военная флотилия Черноморского флота, штаб в г. Измаил. Во втором эшелоне округа на этом направлении был 18-й механизированный корпус. (См. Боевой путь Советского ВМФ. С. 315)
Левый фланг корпуса упирался в море. Здесь корпус взаимодействовал с южным участком оперативной зоны Одесской военно-морской базы Черноморского флота. (Деревянко К. И. На трудных дорогах войны)
Государственную границу на суше охраняли пограничники 79-го погранотряда НКВД (начальник майор С. И. Грачёв, штаб в г. Измаил), а на Дунае речную границу охраняли краснофлотцы-пограничники 4-го Черноморского отряда пограничных судов НКВД (командир капитан-лейтенант И. К. Кубышкин). () Корпус также взаимодействовал и с ними.
Состав корпуса:
- управление
- 25-я Краснознамённая стрелковая дивизия им. В. И. Чапаева.
- 51-я Перекопская стрелковая дивизия им. Моссовета.
- 150-я стрелковая дивизия.
- 265-й корпусной артиллерийский полк. Командир полка майор Н. В. Богданов.
- Дунайская военная флотилия (в оперативном подчинении)

## Великая Отечественная война
22 июня 1941 года в корпус входили:
- 25, 51, 150-я стрелковые дивизии,
- 265 и 685-й корпусные артиллерийские полки,
- 26-й отдельный зенитно-артиллерийский дивизион,
- 82-й отдельный сапёрный батальон,
- 76-й отдельный батальон связи.
- Управление корпуса находилось в г. Болград Измаильской области Украинской ССР.

В 4.15 по г. Измаилу начался орудийный обстрел с румынской стороны.
В состав 9-й отдельной армии вошли 48, 35, 14-й стрелковые, 2-й и 18-й механизированные и 2-й кавалерийский корпуса. Командующий войсками армии генерал-полковник Черевиченко Я. Т. выполняя директиву наркома обороны запретил войскам корпуса переходить через пограничную реку Прут.
14-й ск занимал оборону по рекам Прут и Дунай на фронте от с. Готешты в Молдавской ССР до черноморского побережья в Измаильской области УССР. С соседним справа 2-м кавалерийским корпусом имелся разрыв, достигавший 25 км.
- 25-я стрелковая дивизия занимала оборону по реке Прут на фронте от с. Готешты до г. Рени. Сосед справа 9-я кд 2-го кк. Сосед слева 51-я сд 14-го ск.
- 51-я стрелковая дивизия занимала оборону по реке Дунай на фронте от г. Рени до с. Вилково. Сосед справа 25-я сд. Правый фланг упирался в черноморское побережье.
- 150-я стрелковая дивизия находилась в г. Одесса.

Германо-румынские войска в течение дня пытались форсировать р. Прут на участках Куконешти-Веки, Скуляны, Леушени, Чоры (Чоара), Кагул и р. Дунай в районе Картал, но были отбиты контратаками войск 9-й отдельной армии. В течение дня авиация противника производила налёты на города Бэлци, Кишинёв, Болград. Войска прикрытия, в их числе и 14-й ск удерживали на линии госгранины части противника.
1 июля
14-й ск (25-я, 51-я, 150-я сд) входил в состав 9-й армии Южного фронта. Штаб корпуса находился в г. Болграде.
- 150-я стрелковая дивизия, командир дивизии генерал-майор Хорун, занимала позиции 9-й кд 2-го кк и принимала участок государственной советско-румынской границы по реке Прут от с. Леов до с. Готешты. Против дивизии действовали войска 5-го румынского армейского корпуса. (См. Генерал-полковник П. Белов. Кавалеристы на Южном фронте.)
- 25-я стрелковая дивизия, командир дивизии полковник Захарченко А. С., занимала оборону на государственной советско-румынской границе по реке Прут от с. Готешты до г. Рени. Против дивизии действовали войска 11-го румынского армейского корпуса.

Обе дивизии взаимодействовали с 25-й Кагульским пограничным отрядом НКВД.
- 51-я стрелковая дивизия, командир дивизии генерал-майор Цирульников П. Г., занимала оборону на государственной советско-румынской границе по реке Дунай. Против дивизии действовали войска 2-го румынского армейского корпуса.

## 2-е формирование
14-й стрелковый корпус (2-го формирования) сформирован в ноябре 1942 года в составе 14-й гвардейской и 203 стрелковых дивизий, 338-го отдельного батальона связи, 2340-й военно-почтовой станции.
Период вхождения в действующую армию корпуса 23 ноября 42 — 25 апреля 43 гг.
Период вхождения в действующую армию 338-го отдельного батальона связи 23 ноября 42 — 25 апреля 43.
Период вхождения в действующую армию 2340-й военно-почтовой станции 1 февраля 43 — 25 апреля 43.
Преобразован в 27-й гвардейский стрелковый корпус 25 апреля 43 г.
1942 год
23 ноября 1942 года 14-й ск вошёл в состав действующей армии.
1943 год. Гвардейский корпус.
25 апреля 1943 года 14-й стрелковый корпус Преобразован в 27-й гвардейский стрелковый корпус.

## 3-е формирование
14-й стрелковый корпус (3-го формирования) сформирован … в составе … стрелковых дивизий, 338-го отдельного батальона связи, 387-й полевой авторемонтной базы, 2817-й военно-почтовой станции.
Период вхождения в действующую армию корпуса 27 мая 43 — 4 марта 45 гг. и 19 апреля 45 — 9 мая 45 г.
Период вхождения в действующую армию 338-го отдельного батальона связи 27 мая 43 — 4 марта 45 гг. и 19 апреля 45 — 9 мая 45 г.
Период вхождения в действующую армию 387-й полевой авторемонтной базы 1 июня 44 — 1 октября 44 г.
Период вхождения в действующую армию 2817-й военно-почтовой станции 27 мая 43 — 4 марта 45 гг. и 19 апреля 45 — 9 мая 45 г.
1943 год
27 мая 1943 года 14-й стрелковый корпус вошёл в состав действующей армии.
1944 год
1 июня 1944 года 387-я полевая авторемонтная база вошла в состав действующей армии.
1945 год
9 мая 1945 года 14-й стрелковый корпус исключён из состава действующей армии.